# Armando Trapote
Armando Trapote (né le 25 février 1981) est un cavalier espagnol de saut d'obstacles.
Il est sélectionné comme réserviste de l'équipe espagnole de saut d'obstacles aux Jeux olympiques d'été de 2024.

## Biographie
Il naît le 25 février 1981 au Mexique, avant de déménager en Europe. Il travaille en particulier pour les écuries de François Mathy en Belgique, puis pour celles de Paul Schockemöhle en Allemagne. Il déménage en Espagne en 2005, et obtient ainsi la nationalité espagnole. Il décide alors de s'installer définitivement dans ce pays, dont il déclare être « tombé amoureux ». Son épouse Tereza Blázquez Abascal est elle aussi cavalière de haut niveau, et organisatrice du circuit Sunshine Tour, une série de compétitions annuelles en dressage et saut d'obstacles tenue au centre de Montenmedio à Vejer de la Frontera. En parallèle de sa carrière de sportif de haut niveau, Armando Trapote est directeur sportif du Sunshine Tour,.
Il fait ses débuts en championnat d'Europe en 2023, avec son cheval Tornado VS. Il est sélectionné comme réserviste avec Tornado VS, pour une participation aux Jeux olympiques d'été de 2024 à Paris. L’officialisation de cette sélection a été annoncée très tard, le 16 juillet 2024, car il avait initialement refusé en raison d'« incohérences » dans la sélection olympique espagnole, en particulier la non-sélection de Mariano Martínez Bastida au profit du cavalier Ismael García Roque.

## Palmarès
- 2023 : 5e par équipes et 15e en individuel aux championnats d'Europe de Milan, avec Tornado VS[2] ;

## Chevaux
Il monte Tornado VS, un cheval qu'il décrit comme petit de taille, mais très courageux.

## Controverse
Il avait initialement qualifié les choix du sélectionneur Carolo López Quesada pour les Jeux olympiques d'été de 2024 de « scandaleux », annonçant au début du mois de juillet son refus d'y participer